# 荒川美奈子
荒川 美奈子（あらかわ みなこ、1959年11月5日 - ）は、日本の女性声優、ナレーター。大阪府摂津市、茨木市出身。フリー。

## 経歴
以前はぷろだくしょんバオバブ、81プロデュース、大沢事務所に所属していた。フリーの期間を経て、2013年9月1日より青二プロダクションに所属。2022年3月から再びフリー。

## 人物・エピソード
京都府生まれ。後に父親が兵庫県の明石市の大学病院の医師となり、兵庫県に移住。その後父親が大阪府摂津市に開業、大阪府茨木市に自宅をもうける。三人姉弟の長女。妹は福岡県で九州交響楽団のバイオリニスト、弟は大阪で歯科医を経営している。音楽一家に生まれ育ったこともあって、ピアノ、作詞、作曲が趣味。中学の卒業文集にも「将来きっと歌手になります」と書いていた。聖母被昇天学院女子短期大学英語科卒業。
テレビ初出演は高校2年生の頃に『スター誕生!』（日本テレビ）のゲームコーナーに出演し、萩本欽一に気に入られチャンピオンになる。
同時期に日本テレビの『時間だヨ!アイドル登場』の出演のため初めて上京。
大学在学中に大阪のテレビ番組の『ラブアタック!』（ABCテレビ）のかぐや姫で出演、素人ながらファンができるほどの人気となり、テレビプロデューサーから出演のオファーが絶えなかった。その後大阪でも人気の番組に数多く出演した。
『ひらけ!ポンキッキ』（フジテレビ）の第5代目お姉さんとして活動した。
アニメ映画『風の谷のナウシカ』のイベントで司会をつとめる。
1987年にOVA『Good Morning アルテア』の主人公アルテア役で初主演。
アニメ映画『サイボーグ009 超銀河伝説』のキャンペーンガールを務める。テレビアニメ『昭和アホ草紙あかぬけ一番!』（テレビ朝日）では他の出演声優である井上和彦、小杉十郎太、本多知恵子と4人でCHOKI!!というグループを結成し、歌やコントなどライブ活動も行っていた。井上和彦と佐々木望とのコラボグループ「スーパー佐々井ブラザーズ」をプロデュースし「プライベートヒーローズ」と名付けイベントを各地で行った。その時にCDドラマ「戦え！ブラザーソルジャー」の脚本、演出、挿入歌、を担当しファンイベントを各地で行った
「戦え！ブラザーソルジャー」の挿入歌「紅蓮の炎」「戦え！ブラザーソルジャー」テーマソング、エンディングソングのCDを自宅で制作した。
井上和彦と結婚し、ファンクラブ運営にも携わるなどしていたが離婚。のちに日本テレビの番組で知り合った大貫英俊（『おはスタ』、『おもいッきりテレビ』、『24時間テレビ』、ニュースや情報系のTVディレクター）と再婚。
トヨタ・ファンカーゴのCMで早口ナレーションやセリフが注目され、のちに数々のテレビ番組に出演。『探偵ナイトスクープ』（ABCテレビ）に滑舌の悪い高校生の指導者として出演をした。『めざましテレビ』（フジテレビ）にも「早口ナレーター」として出演。
同じCHOKI!!のメンバーだった本多知恵子の没後に『それいけ!アンパンマン』のつららちゃん役を引き継いでいる。
2020年10月からyoutubeのチャンネル「アニドラ」にて「戦え！ブラザーソルジャー」のアニメを制作、井上和彦、佐々木望、本多知恵子、小杉十郎太、谷口節、中田譲治、岩田光央、伊藤美紀、愛河里花子、島本須美、立木文彦、菅原正志、富田晃介らが出演した「戦え！ブラザーソルジャーディセンデンツ」を配信中。
アニメーターの羽原信義にキャラクターを描き下ろしてもらっている。
アニドラでは、脚本、演出、音楽、およびナレーションも務めている。同チャンネルで「なんて残酷で美しい世界」というアニメも配信。こちらは新人の声優が参加している。
好きな色は赤。赤い紙吹雪が好き。

## 出演
太字はメインキャラクター。

### テレビアニメ
1983年
- スペースコブラ

1985年
- 昭和アホ草紙あかぬけ一番!（1985年 - 1986年、内科医、女生徒、子供A、ソバカス / ちずる、ワッペン、子供時代の幸次郎）

1986年
- マシンロボ クロノスの大逆襲（1986年 - 1987年、ロム〈少年〉、ボーイ、スカイの少年）

1987年
- がんばれ!キッカーズ（藤原明彦）

1988年
- エスパー魔美（少年）

1989年
- 青いブリンク（警官A）

1990年
- 魔法使いサリー（セザンヌ）
- YAWARA!（ギャルA）

1998年
- serial experiments lain（女の声）
- ヨシモトムチッ子物語（レポーター）

2003年
- 鋼の錬金術師（2003年 - 2004年、フレッチャー・トリンガム）
- 名探偵コナン（白藤泰美）

2004年
- RAGNAROK THE ANIMATION（ジュディア）

2005年
- フルメタル・パニック! The Second Raid（娼婦）

2017年
- それいけ!アンパンマン（2017年 - 2020年、つららちゃん〈2代目〉）

2018年
- PERSONA5 the Animation（スフィンクス〈一色若葉〉）

### OVA
- ガルフォース（1986年、キャティ・ネビュラート）
- Good Morning アルテア（1987年、アルテア）
- 妖魔（1989年、いと）
- たいまんぶるうす レディース編 真由美（1990年）
- レイナ剣狼伝説（1990年、ロム〈少年〉）
- 闇夜の時代劇 甚助の耳（1995年、瓦版屋お駒）
- 名探偵コナン コナンと平次と消えた少年（2003年、小宮かおる）

### ゲーム
- ブレイカーズ（1996年、ティア・ラングレー）
- ブレイカーズ・リベンジ（1998年、ティア・ラングレー）
- めぐり愛して（1999年、本田遥夏）※前半は新山志保[注 2]
- あいたくて… 〜your smiles in my heart〜（2000年、大野若葉）
- ペルソナ5（2016年、一色若葉）
- ペルソナ5 ザ・ロイヤル（2019年、一色若葉）

### ドラマCD
- 鋼の錬金術師 ドラマCD vo.1 砂礫の大地（フレッチャー・トリンガム）

### 吹き替え
- 家族の肖像 ※日本テレビ版
- チェーン・リアクション
- ラ・ブーム2

### ナレーション
- ザ・チャンプ（NTV)
- ウルトラショップ（NTV）
- おもいッきりイイ!!テレビ（NTV）
- 明石家さんまに聞きたかったのはそういうコトだったのねスペシャル（NTV）
- ジャングルTV 〜タモリの法則〜（TBS）
- 所さんの20世紀解体新書（TBS)
- S-FIELD（CX）
- ワケありアニマル大図鑑ヘンな生き物100連発（CX）
- プロポーズ大作戦を楽しむための大作戦（CX）
- 花嫁は厄年ッ!（TBS）
- 三竹天狗（テレビ朝日）
- 爛漫!モトどる3人娘（TX）
- 上質空間（TX）
- カルチャーSHOwQ〜21世紀テレビ検定〜（TVK）
- キク百科（NHKBS）
- 吹田市広報番組「お元気ですか市民のみなさん」（JCOM）
- 探偵!ナイトスクープ（早口ナレーター）

### テレビ番組
- マルチスコープ（リポーター）
- 走れらららん（おねえさん）
- どんな問題Qテレビ（リポーター）
- スペースワールド（ヴィッキーラビットの声）
- ひらけ!ポンキッキ（5代目お姉さん、司会の女性）

### 映画
- はっちゃん the movie（はっちゃん、ナレーション）

### CM
- ラジオCM、TVCM 多数（ナレーション）
- 花王 エッセンシャルシャンプー
- 花王 ケープ
- トヨタ ファンカーゴ
- ロッテ
- NEC パソコン
- JTB
- コナミ 「びっくり」
- アメーバ
- 宝酒造
- 西友
- 集英社（ノンノ）
- 白泉社（ララ）
- マガジンハウス（ハナコ）
- マガジンハウス（ポパイ）
- 全日空
- メガブロックミニ（それいけ！アンパンマン）
- トヨタ（花博）
- 日産
- スバル（レックス）
- ジャックスカード
- ジョンソンアンドジョンソン（カビキラー）
- レイク
- エスエス製薬（スルーラックS）
- セブンイレブン
- カプコム
- コカコーラ
- ミニッツメイト
- 日本ケロッグ
- 東芝
- 旭化成
- ヘーベルハウス
- ヤクルト（ヤクルトくん）
- docomo
- NTTコミュニケーションズ
- JR東日本
- 明治製菓（スーパーカップ）
- としまえん
- 西武園ゆうえんち
- 後楽園ゆうえんち
- サンリオピューロランド

### 舞台
- 飛べ!京浜ドラキュラ（1982年12月 / シアター・アプル、81プロデュースの提携公演）

### その他コンテンツ
- 東武ワールドスクウェア（トム〈飛夢〉の声）
- 映画『風の谷のナウシカ』のイベント司会